# 215 (số)
215 (hai trăm mười lăm) là một số tự nhiên ngay sau 214 và ngay trước 216.